# 暗天牛科
暗天牛科（学名：Vesperidae）也称太古天牛科，昆虫纲鞘翅目叶甲总科（金花虫总科）的一个科。
本科有时被视为天牛科（Cerambycidae）的一个亚科，现在一般认为属于一个独立的科。
本科包含以下3个亚科:
- 裸天牛亚科 Anoplodermatinae Guérin-Méneville, 1840
- 狭胸天牛亚科 Philinae J.Thomson, 1860
- 暗天牛亚科 Vesperinae Mulsant, 1839